# Lijst van gouverneurs-generaal van Antigua en Barbuda
De gouverneur-generaal van Antigua en Barbuda vertegenwoordigt de Britse Kroon en fungeert aldus als staatshoofd.
Antigua en Barbuda is een constitutionele monarchie en onderdeel van het Britse Gemenebest met Charles III als staatshoofd. De gouverneur-generaal wordt op voordracht van de premier door de monarch benoemd. Hij of zij is de hoogste uitvoerende macht in Antigua en Barbuda.
De functies en rollen van de gouverneur-generaal omvatten het benoemen van ambassadeurs, ministers en rechters, het uitschrijven van verkiezingen en het verlenen van koninklijke benoemingen.

## Gouverneurs-generaals van Antigua en Barbuda (1981-heden)
| Nr. | Gouverneur-generaal          | Gouverneur-generaal        | Ambtstermijn     | Ambtstermijn     | Monarch                  |
| --- | ---------------------------- | -------------------------- | ---------------- | ---------------- | ------------------------ |
| 1   | Wapen van Antigua en Barbuda | Wilfred Jacobs (1919–1995) | 1 november 1981  | 10 juni 1993     | Elizabeth II             |
| 2   | Wapen van Antigua en Barbuda | James Carlisle (1937)      | 10 juni 1993     | 30 juni 2007     | Elizabeth II             |
| 3   | Louise Lake-Tack             | Louise Lake-Tack (1944)    | 17 juli 2007     | 14 augustus 2014 | Elizabeth II             |
| 4   | Rodney Williams              | Rodney Williams (1947)     | 14 augustus 2014 | heden            | Elizabeth II Charles III |